# Матросов, Виктор Леонидович
Ви́ктор Леони́дович Матро́сов (7 октября 1950, Москва — 19 января 2015, Московская область) — советский и российский математик, доктор физико-математических наук (1985), профессор, академик РАО (1992) и РАН (2008), заслуженный деятель науки Российской Федерации (2001).
Вся научно-педагогическая карьера В. Л. Матросова была связана с Московским педагогическим государственным университетом (МПГУ). Он был выпускником этого вуза, затем работал в нём преподавателем, деканом, заведующим кафедрой информатики и дискретной математики, а в 1987 году был назначен на пост ректора, который занимал до 8 июля 2013 года.

## Биография
В 1967-1972 годах В.Л. Матросов был студентом математического факультета МГПИ им. В.И. Ленина. В 1975 году защитил кандидатскую диссертацию «Классы рекурсивных функций по сложности вычислений: аналитические характеристики сигнализирующих», а в 1985 году — докторскую диссертацию на тему: «Корректные алгебры алгоритмов распознавания ограниченной ёмкости».
В 1981–1984 годах  – декан математического факультета МГПИ им. В.И. Ленина, 
С 1987 года — ректор МГПИ (позже — Московского педагогического государственного университета).
16 марта 1990 года избран членом-корреспондентом Академии педагогических наук СССР.                                             7 апреля 1992 года избран действительным членом Российской академии образования по Отделению профессионального образования.
26 мая 2000 года избран членом-корреспондентом РАН по Отделению информатики, вычислительной техники и автоматизации (информатика), позднее перешёл в секцию Прикладной математики и информатики Отделения математических наук РАН. 29 мая 2008 года избран академиком РАН.
С 20 октября 2005 года по 6 сентября 2010 года входил в состав Совета при Президенте Российской Федерации по науке, технологиям и образованию.
В 1990-е годы МПГУ не только прочно удерживал позиции ведущего отечественного педагогического вуза, но и уверенно работал, развивался, сохраняя и приумножая свой преподавательский и научно-исследовательский потенциал. Одна их главных заслуг В.Л. Матросова состоит в том, что был сохранен научно-педагогический коллектив вуза и обеспечены перспективы его дальнейшего развития во время смены исторических эпох рубежа XX−XXI столетий.
Матросовым написано и опубликовано более 140 научных и научно-методических работ, в т.ч. 5 монографий, 24 учебника и учебно-методических пособия по высшей математике и информатике для студентов вузов и школьников. По учебникам В.Л. Матросова учатся студенты педагогических вузов России.
8 июля 2013 года министр образования и науки Российской Федерации Дмитрий Ливанов уволил Виктора Матросова с должности ректора, поскольку, как отметил министр в своём блоге в Твиттере, ректор МПГУ допустил «многолетнее функционирование в своём вузе совета Д 212.154.01 — „фабрики фальшивых диссертаций“». После этого в результате проведения внутренней проверки руководство университета направило письменное обращение и материалы в Следственный комитет для проверки бывшего ректора. В первоначальных претензиях нового руководства МПГУ значилось хищение В. Л. Матросовым и его приближёнными денежных средств в размере 192 млн рублей, позднее цифра увеличилась до 2,5 млрд рублей. В марте 2014 года Следственный комитет отклонил эти обвинения постановлением об отказе в возбуждении уголовного дела по причине отсутствия события преступления.
Скоропостижно скончался на 65-м году жизни 19 января 2015 года на своей подмосковной даче.

## Награды
- Орден «Знак Почёта» (1986 год)[7]
- Медаль «В память 850-летия Москвы» (1997 год)
- Орден преподобного Сергия Радонежского II степени (1997 год)
- Премия Правительства Российской Федерации 1996 года в области образования (24 октября 1997 года) — за создание «Комплекта учебников по высшей математике для педагогических вузов»[8]
- Орден «За заслуги перед Отечеством» IV степени (31 декабря 1997 года) — за большой вклад в развитие образования, науки и подготовку квалифицированных специалистов[9]
- Почётная грамота Правительства Российской Федерации (9 октября 2000 года) — за большой личный вклад в развитие российского образования и многолетний добросовестный труд[10].
- Заслуженный деятель науки Российской Федерации (19 июля 2001 года) — за заслуги в научной деятельности[11]
- Орден святителя Макария, митрополита Московского и всея Руси (РПЦ) (2002 год)
- Медаль К. Д. Ушинского (2002 год)[источник не указан 1991 день]
- Медаль королевы Виктории Международной корпорации социального партнерства «Europe Business Assembly» (2005 год)[источник не указан 1991 день]
- Медаль Российской Академии Наук «За заслуги в области педагогики» (2007 год)[источник не указан 1991 день]
- Премия Правительства Российской Федерации 2009 года в области науки и техники (17 марта 2010 года) — за создание современных систем автоматизации управления обогатительными фабриками и технологическими комплексами угольных шахт нового поколения[12]
- Почётная грамота Правительства Москвы (1 октября 2010 года) — за большой вклад в реализацию государственной политики в области науки и образования, подготовку высококвалифицированных специалистов для города Москвы и в связи с 60-летием со дня рождения[13]
- Благодарность Главы Российского Императорского Дома (10 декабря 2010 года) — за примерное служение Отечеству и высокополезные труды на поприще образования и воспитания достойных граждан Государства Российского [14]
- Орден «За заслуги перед Отечеством» III степени (26 ноября 2011 года) — за большой вклад в развитие образования, науки и подготовку квалифицированных специалистов[15]
- Почётный работник высшего профессионального образования Российской Федерации
- Золотой почётный знак «Общественное признание»,
- Почетный знак «Ректор года 2005» независимого общественного совета конкурса "Золотая медаль «Европейское качество»
- Знак отличия Министерства обороны РФ «Главный маршал артиллерии Неделин»
- Общественная премия «Сокровищница Родины»

## Основные работы
- Матросов В. Л. Корректные алгебры ограниченной ёмкости над множествами некорректных алгоритмов // Доклады академии наук СССР. 1980 Т. 253, № 1, с. 25-30.
- Матросов В. Л. Корректные алгебры ограниченной ёмкости над множествами некорректных алгоритмов // Журнал вычислительной математики и математической физики. 1981 Т. 21, № 5, с. 1276—1291.
- Матросов В. Л. О критериях полноты модели алгоритмов вычисления оценок и её алгебраических замыканий // Доклады академии наук СССР. 1981 Т. 258, № 4, с. 791—796.
- Матросов В. Л. Оптимальные алгебры в алгебраических замыканиях операторов вычисления оценок // Доклады академии наук СССР. 1982 Т. 262, № 4, с. 818—822.
- Матросов В. Л. Нижние оценки ёмкости многомерных алгебр алгоритмов вычисления оценок // Журнал вычислительной математики и математической физики. 1984 Т. 24, № 12, с. 1881—1892.
- Матросов В. Л. Ёмкость алгебраических расширений модели алгоритмов вычисления оценок // Журнал вычислительной математики и математической физики. 1984 Т. 11, № 5, с. 1719—1730.
- Матросов В. Л. Ёмкость полиномиальных расширений множества алгоритмов вычисления оценок // Журнал вычислительной математики и математической физики. 1985 Т. 25, № 1, с. 122—133.
- Матросов В. Л. Синтез оптимальных алгоритмов в алгебраических замыканиях моделей алгоритмов распознавания. — Распознавание, классификация, прогноз. — М.: Наука, 1989. — С. 149—176.
- Баврин И. И., Матросов В. Л. Высшая математика. — Владос-пресс, 2004. — С. 400. — ISBN 5-691-01223-1.
- Теоретические основы информатики : учебник для студентов … по направл. «Пед. образование», профиль «Информатика» / В. Л. Матросов, В. А. Горелик, С. А. Жданов и др. — 2-е изд., испр. и доп. — Москва : Академия, 2018. — 242, [1] с. : ил., табл.; 22 см. — (Педагогическое образование. Бакалавриат).; ISBN 978-5-4468-1041-3 : 1000 экз.